# Maki Engineering
Maki Engineering (マキ?, Maki) è stato un costruttore giapponese di Formula 1 attivo tra il 1974 ed il 1976. 
Prima casa nipponica a tentare di concorrere nella massima categoria motoristica dopo il ritiro della Honda a fine anni 1960, è ricordata tra le squadre meno competitive nella storia della Formula 1.

## Contesto
La Maki fu fondata ai primi del 1974 dal ventisettenne Kenji Mimura, già attivo come costruttore in Formula B americana e in Formula Junior, in società con l'ingegnere Masao Ono, cui fu affidato l'incarico di progettare la prima vettura. Tutti e cinque i soci fondatori erano al di sotto dei trent'anni.
Come pilota venne ingaggiato inizialmente il solo neozelandese Howden Ganley, ex BRM e Williams, al quale venne altresì chiesto di cooperare nel reperimento del materiale tecnico necessario all'impianto della scuderia, affiancato in un secondo momento dal misconosciuto giapponese Shaw Hayami (attivo nelle corse di prototipi e dallo scarso palmarès).

## Carriera agonistica

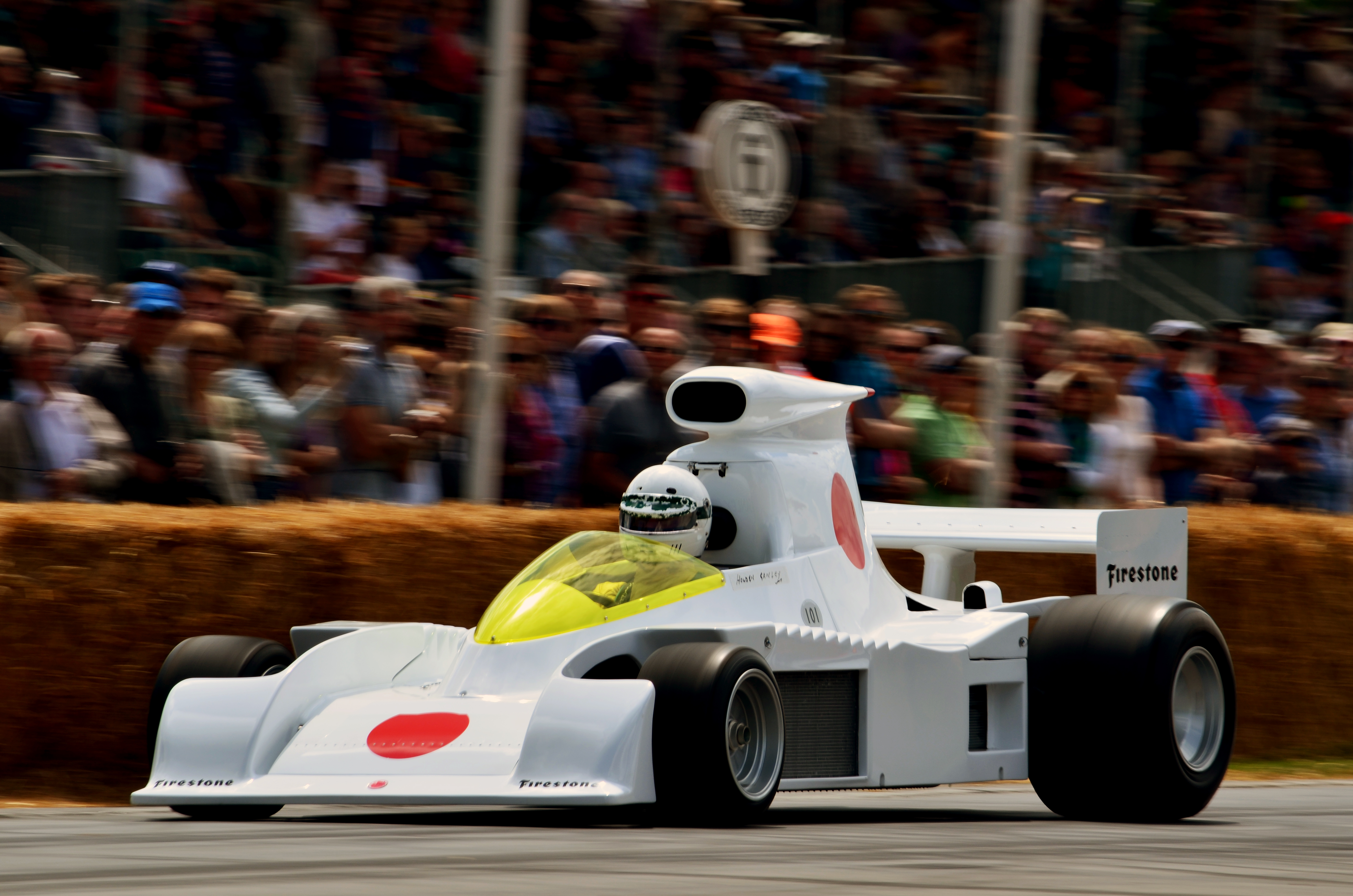
Una Maki F101 del 1974, qui nel 2014 al Goodwood Festival of Speed.

La prima monoposto, battezzata F101, adottava soluzioni tecniche piuttosto convenzionali per l'epoca, con un telaio monoscocca in alluminio, un voluminoso airscope alle spalle dell'abitacolo e radiatori in posizione avanzata, alloggiati dentro pance laterali piuttosto larghe e lunghe. Il motore era un V8 Ford Cosworth DFV da 465 cv (associato a un cambio Hewland FG400), mentre le gomme erano Firestone; entrambe le forniture erano state ottenute grazie ai buoni uffici di Ganley. La livrea era perlopiù bianca e praticamente priva di sponsor: sull'avantreno e ai lati del cofano motore campeggiava il disco solare mutuato dalla bandiera del Giappone.
La F101, dopo essere stata presentata alla stampa al Carlton Hotel di Londra, venne testata per la prima volta il 23 marzo 1974 sul circuito di Goodwood dal secondo pilota Hayami, palesando fin da subito i propri limiti. L'aerodinamica era mal concepita, soprattutto per via delle dimensioni molto generose della presa airscope e dell'estrema avvolgenza del cofano motore: ciò "sporcava" i flussi d'aria diretti all'alettone posteriore, pregiudicandone il corretto rendimento. In aggiunta la vettura era instabile (si faticava a tenerla dritta in rettilineo e si doveva decelerare considerevolmente per affrontare le curve) e gravemente sovrappeso, con una massa di 725 kg laddove il valore minimo regolamentare era di 575 kg. L'assenza di sufficienti sfiati sulla carrozzeria rendeva anche inefficiente il sistema di raffreddamento, esponendo il motore a un pericoloso surriscaldamento.
Ganley si mise d'impegno per cercare di migliorare la vettura, mettendo anche a disposizione della squadra un garage presso la sua residenza in Inghilterra, ma dovette far fronte a una cronica carenza di materiali e all'imperizia del personale tecnico: gli unici cambiamenti apportati alla vettura consistettero in un alleggerimento dell'insieme, un arretramento dei radiatori (con conseguente riduzione in larghezza delle pance laterali) e una modifica di airscope e cofano motore, così da "pulire" un minimo il flusso d'aria diretto al retrotreno e migliorare il raffreddamento.
La macchina (risiglata F101B) rimase tuttavia afflitta da gravi problemi d'assetto, tanto che a giugno il pilota (che aveva iniziato la stagione al volante della March) si rifiutò di portarla al debutto al Gran Premio di Svezia; un mese prima la Maki aveva già tentato di iscriversi al GP di Montecarlo, ricevendo però una risposta negativa.
L'esordio agonistico avvenne in occasione delle prove del 27º Gran Premio di Gran Bretagna, sul circuito di Brands Hatch; Ganley non riuscì però a qualificarsi per la gara, ottenendo il 32º tempo a 4 secondi dal poleman Niki Lauda (i posti disponibili in griglia erano solo 25).
In vista del successivo Gran Premio di Germania la Maki apportò nuove modifiche alla monoposto, nel tentativo di renderla più veloce e sicura. Né l'uno né l'altro obiettivo furono raggiunti e Ganley fu anzi protagonista di un incidente durante le prove di qualificazione: al primo giro lanciato, mentre affrontava una curva a destra nel settore dell'Hatzenbach, una sospensione della monoposto si ruppe di schianto, mandando la macchina a sbattere violentemente contro il guard-rail, per poi rimbalzare (con l'avantreno distrutto) e terminare la corsa contro la barriera opposta. Il pilota neozelandese riportò gravi fratture a entrambe le gambe: l'incidente de facto pose fine alla sua carriera in Formula 1.
Scoraggiata, la Maki decise di non presentarsi alle successive gare del 1974, essendo ormai a corto di fondi. Un anno dopo, con il modello denominato F101C (o F101-02), riuscì nell'impresa, in occasione del debutto stagionale, di qualificarsi per il suo primo Gran Premio. Non si trattò però di una qualifica conquistata per merito quanto dall'ammissione alla corsa di tutti i 25 partecipanti alle prove di qualificazione. Sul circuito di Zandvoort, in occasione del 23º Gran Premio di Olanda, il pilota giapponese Hiroshi Fushida aveva terminato infatti le prove con un distacco di ben 13 secondi dal poleman Niki Lauda. La Maki non riuscì comunque a schierarsi sulla griglia a causa della rottura del motore Ford Cosworth.
Fushida tentò, senza successo, la qualificazione anche al 28º Gran Premio di Gran Bretagna, disputato sul circuito di Silverstone. Anche in questo caso il distacco dal poleman, Tom Pryce, risultò molto alto: circa sette secondi.
La vettura venne quindi affidata al pilota inglese Tony Trimmer che tentò di qualificarsi senza successo nei gran premi di Germania, Austria e Italia.
Trimmer riuscì a partecipare al 15º Gran premio di Svizzera, non valido per il mondiale e corso sul circuito francese di Digione. Partito sedicesimo ed ultimo in griglia, sarà classificato come 13° a 6 giri dal vincitore Clay Regazzoni.
L'anno seguente l'unica apparizione, l'ultima della breve storia della Maki, fu nel corso delle prove del gran premio di casa. Ancora una volta le qualificazioni si rivelarono catastrofiche: Trimmer, al volante del modello F102 motorizzato Ford Cosworth si classificò ultimo a ben 18 secondi dal poleman Mario Andretti.

## Risultati in Formula 1
| Anno | Vettura | Motore   | Gomme | Piloti        |  |  |  |  |  |  |  |  |  |    |    |  |  |  |  |  | Punti | Pos. |
| ---- | ------- | -------- | ----- | ------------- |  |  |  |  |  |  |  |  |  | -- | -- |  |  |  |  |  | ----- | ---- |
| 1974 | F101    | Ford DFV | F     | Howden Ganley |  |  |  |  |  |  |  |  |  | NQ | NQ |  |  |  |  |  | 0     |      |

| Anno | Vettura | Motore   | Gomme | Piloti          |  |  |  |  |  |  |  |    |  |    |    |    |    |  |  |  | Punti | Pos. |
| ---- | ------- | -------- | ----- | --------------- |  |  |  |  |  |  |  | -- |  | -- | -- | -- | -- |  |  |  | ----- | ---- |
| 1975 | F101C   | Ford DFV | G     | Hiroshi Fushida |  |  |  |  |  |  |  | NP |  | NQ |    |    |    |  |  |  | 0     |      |
| 1975 | F101C   | Ford DFV | G     | Tony Trimmer    |  |  |  |  |  |  |  |    |  |    | NQ | NQ | NQ |  |  |  | 0     |      |

| Anno | Vettura | Motore   | Gomme | Piloti       |  |  |  |  |  |  |  |  |  |  |  |  |  |  |  |    | Punti | Pos. |
| ---- | ------- | -------- | ----- | ------------ |  |  |  |  |  |  |  |  |  |  |  |  |  |  |  | -- | ----- | ---- |
| 1976 | F102A   | Ford DFV | G     | Tony Trimmer |  |  |  |  |  |  |  |  |  |  |  |  |  |  |  | NQ | 0     |      |